# Idaea sabulosa
Idaea sabulosa là một loài bướm đêm trong họ Geometridae.